# 鏡島站
鏡島站（日语：／ Kagashima eki */?）是位於岐阜縣岐阜市鏡島（現时：西鏡島1丁目），名古屋鐵道鏡島線的鐵道車站（廢站）。

## 歷史
在1924年，美濃電氣軌道鏡島線開通，此站啟用，當時為鏡島線的終點站。當時也豎立了一座拱門，以慶祝鐵路開通。在太平洋戰爭下的1944年（昭和19年），鏡島線森屋站至此站之間被指定為不要不急線，因此該區間被暫停營業。在戰後，被暫停營業的區間開始陸續重開。在重開同時，路線繼續延伸至合渡橋站（後來名為西鏡島站）方向。可是在戰後隨著機動化（汽車社會）的進展，鏡島線在1964年廢除，使新建成區間與此站只重新營運約10年後便廢除。
- 1924年（大正13年）4月21日 - 美濃電氣軌道鏡島線千手堂站至此站之間開通，此站啟用[5][6]。當初，車站位置距離千手堂站4.0公里[7]。
- 1930年（昭和5年）8月20日 - 美濃電氣軌道與名古屋鐵道（第一代。同年中改名為名岐鐵道，在1935年起再改名為名古屋鐵道）合併。成為名古屋鐵道鏡島線的車站[6]。
- 1944年（昭和19年）12月11日 - 森屋站至鏡島站之間被指定為不要不急線而暫停營業[3][6]。
- 1954年（昭和29年）9月10日 - 弘法口站至此站之間重開，同時此站至合渡橋站（後來名為西鏡島站）之間開通，此站成為中途站[6]。車站遷移至距離千手堂站3.4公里[7]。
- 1964年（昭和39年）10月4日 - 鏡島線全線廢除，此站也被廢除[6][7]。

## 車站構造
在此站啟用當初，車站位於港站附近位置（距離千手堂站4.0公里處），當時為有人車站。後來在戰後重開時，車站遷移至距離千手堂站3.4公里位置，並且變為無人車站。

## 其他
車站現時位於岐阜市立鏡島小學南邊附近位置。由於在廢除後進行了土地整理，遺址建設了住宅區和小學，因此已經看不到任何車站痕蹟。

## 相鄰車站
名古屋鐵道
鏡島線
弘法口－鏡島－港
- 在1944年（昭和19年）前，此站與弘法口站之間曾設有川原畑站。

## 注腳
1. 1 2  國土地理院2.5萬地形圖「墨俟（岐阜西部）」，1932年(昭和7年)修正版。
2. ↑  . 鄉土出版社（日语：郷土出版社）. 1997: 39. ISBN 4-87670-097-4 （日语）.
3. 1 2 3  . 鄉土出版社（日语：郷土出版社）. 1997: 23–24. ISBN 4-87670-097-4.
4. ↑  川島令三. . 名古屋北部・岐阜篇 1. 草思社（日语：草思社）. 1997: 126. ISBN 4-7942-0796-4 （日语）.
5. ↑  「地方鉄道運輸開始」《官報》1924年4月26日（國立國會圖書館數碼化資料）
6. 1 2 3 4 5  . 鄉土出版社（日语：郷土出版社）. 1997: 219–230. ISBN 4-87670-097-4 （日语）.
7. 1 2 3 4 5  今尾惠介（監修）.  7 東海. 新潮社. 2008: 52. ISBN 978-4-10-790025-8 （日语）.
8. ↑  名古屋鉄道広報宣伝部（編）. . 名古屋鐵道. 1994: 886 （日语）.
9. ↑  國土地理院地形圖　5萬分1圖名：大垣，昭和34年資料修正，1955年（昭和35年）2月28日發行
10. ↑  德田耕一. . JTB Can Books. JTB出版. 2005: 74. ISBN 978-4-53305-883-7 （日语）.